# 浓毛山龙眼
浓毛山龙眼（学名：Helicia vestita），为山龙眼科山龙眼属下的一个植物种。